# شهرستان مرکزی
شهرستان مرکزی (به لاتین: Centre Department) یک شهرستان در هائیتی است.

## خصوصیات
شهرستان مرکزی ۳٬۴۸۷٫۴۱ کیلومترمربع مساحت و ۷۴۶٬۲۳۶ نفر جمعیت دارد.